# Веселы, Роман
Ро́ман Веселы (чеш. Roman Veselý; 4 сентября 1879, Хрудим — 14 декабря 1933, Прага) — чешский пианист.
Сын певицы Эмы Веселы, входившей в близкое окружение Антонина Дворжака. Учился в Пражской органной школе, затем у фортепианного педагога Адольфа Микеша и в Лейпциге у Саломона Ядассона. C 1919 г. профессор Пражской консерватории.
Наиболее известен клавирными переложениями оркестровых и оперных партитур чешских авторов — прежде всего, Дворжака (в том числе опера «Якобинец»), Бедржиха Сметаны, Леоша Яначека (опера «Путешествия пана Броучека»), Йозефа Сука, Витезслава Новака. Яначек, как отмечалось, особенно высоко ценил его работу.